# 조표 (후한)
조표(曹豹, ? ~ 196년?)는 중국 후한 말의 무장이다.

## 사적
《삼국지》 〈무제기〉, 〈선주전〉 등에 행적이 전해져 온다.
처음에는 도겸을 섬겨, 흥평 원년(194년), 조조가 도겸을 공격하다가 돌아오는 길에 담(郯)에서 유비와 함께 조조를 요격했으나 격파당했다. 《후한서》 〈도겸전〉에 “조조가 담을 공격하여 이기지 못했다”라는 기록이 있고, 이후 조조의 진격로가 실제로는 퇴각하는 것이나 다름없었는데 이때는 초평 4년의 일로 도겸이 담으로 들어가 수비하여 조조가 이기지 못하고 후퇴한 것이므로 조표와는 관계없다. 
건안 원년(196년), 유비가 원술과 대치하고 있는 도중 여포가 하비를 습격하자, 배반하고 여포를 맞아들였다. 《삼국지》에 인용된 《영웅기》는 두 가지 설을 제시하고 있는데, 〈선주전〉에 인용된 쪽에 따르면, 하비를 지키고 있던 장비가 조표를 죽이려 하자 조표가 둔영을 지키면서 여포를 불러들여, 여포는 하비를 차지하고 장비는 패주했다. 〈여포전〉에 인용된 쪽에 따르면, 유비의 중랑장 단양 사람 허탐(許耽)이 여포에게 가서 하비상 조표와 장비가 서로 다투다가 장비가 조표를 죽여 성 안이 혼란에 빠졌으니, 단양병이 성의 서문에 주둔하고 있는데 여포가 군을 이끌고 오면 내응할 것이라고 했다. 여포가 그 말을 듣고 서문으로 진격하자 단양병이 성문을 열어 내응하고, 여포는 장비를 무찌르고 하비성을 손에 넣었으며 유비의 처자식과 군자금, 부곡, 제장들의 가족을 노획했다.

## 삼국지연의의 묘사
193년 서주성 전투 당시 조조가 도겸을 공격하자 조조군의 선봉장 하후돈과 일기토를 붙었으나, 돌연 돌풍이 불어 싸우지 못하고 물러났다. 도겸이 죽자 뒤를 이어 서주 자사가 된 유비를 섬겼고 딸을 여포에게 시집보냈다.
194년 유비가 서주 전투에서 원술과 싸울 때 장비와 함께 하비성의 수비를 담당하지만, 장비에게 술을 강요당하자 거절해 채찍을 맞는다. 이에 그날 밤 앙심을 품고 사위 여포를 하비성으로 불러들여 장비를 토벌하려 했으나 장비를 추격하던 중 장비에게 죽었다.

## 같이 보기
- 삼국지 인물 목록